# John Septimus Roe
John Septimus Roe (Newbury, 8 mei 1797 – Perth, 28 mei 1878) was ontdekkingsreiziger en de eerste landmeter-generaal van West-Australië.

## Leerschool
John Septimus Roe werd geboren te Newbury, Berkshire in Engeland. Hij was de zevende (Latijn: 'septimus') zoon van James Roe en Sophia Brookes. Op tienjarige leeftijd werd hij naar Christ's Hospital gezonden om tot schoolmeester te worden opgeleid. Hij toonde talent voor wiskunde en werd geselecteerd voor de wiskundeschool. Uit de brieven die hij naar zijn ouders schreef bleek dat ze met moeite zijn schoolgeld konden opbrengen. Op 27 mei 1813 werd hij adelborst bij de Royal Navy. Hij scheepte in op de Rippon onder het gezag van Sir Christopher Cole en nam deel aan de blokkade van de Franse kust tijdens de Zesde Coalitieoorlog. Roe trok de aandacht door een zorgvuldig door hem getekende kaart van de haven van Brest.
In augustus 1814 keerde de Rippon terug naar Engeland en Roe werd overgeplaatst naar de HMS Horatio. Zijn schip deed eerst de kanaaleilanden aan en van juli 1815 tot januari 1817 was het actief rond China. Roe hield een logboek bij en maakte schetsen en grafieken van de plaatsen waar hij kwam. Terug in Engeland slaagde Roe voor examens wiskunde en navigatie. Hij werd toegevoegd aan de expeditie van kapitein Phillip Parker King die de Australische kust beter in kaart moest gaan brengen. Roe zou het werk van Matthew Flinders voortzetten. Hij voer in februari 1817 naar Sydney aan boord van de Dick en kwam er aan in september.

## Australië
Op 21 december 1817 verliet de Mermaid onder het gezag van kapitein King en met John Septimus Roe en Allan Cunningham aan boord de haven van Sydney. Tijdens een zeiltocht van 8.000 kilometer werden delen van de Australische kust ten noorden van de golf van Exmouth opgemeten. James Stirling zou Roe later prijzen voor de kaarten die hij tijdens de expeditie tekende, hem voorstellen als landmeter-generaal voor de nieuwe kolonie aan de rivier de Swan en hem helpen zijn jeugdliefde te huwen alvorens aan die opdracht te beginnen. In december 1818 nam Roe aan boord van de Mermaid deel aan een korte verkenning van de rivier Derwent in Van Diemensland (het tegenwoordige Tasmanië). Op 8 mei 1819 nam Roe deel aan een derde expeditie aan boord van de Mermaid onder King. Tijdens de 8 maanden lange trip werden de delen van de noordkust van Australië in kaart gebracht die James Cook slechts vluchtig had geschetst. Ook leverde de expeditie informatie op over het Great Barrier Reef. Het werd de laatste reis van de Mermaid en ook bijna van haar bemanning. De boot lekte als een vergiet en sloeg bijna stuk op de rotsen. Terug in Sydney werd ze ingeruild voor de Bathurst.
Roe voer in mei 1821 aan boord van de Bathurst onder het gezag van King de haven van Sydney uit voor een volgende expeditie om de kusten van Australië in kaart te brengen. Op 30 juni viel hij van 15 meter hoog uit de masttop op het dek. Hij liep een diepe wond aan de rechter slaap op waaraan hij zijn latere gezichtsverlies in het rechteroog toeschreef. De Bathurst bracht de kust van West-Australië verder in kaart en sloeg voorraden in op Mauritius. Vervolgens werd de Australische westkust tussen kaap Leeuwin en kaap Levêque in kaart gebracht. In mei 1823 keerde de Bathurst terug naar Engeland. Op 1 juni 1823 werd John Septimus Roe gepromoveerd tot luitenant; een functie die hij onder King reeds uitoefende waardoor hij met terugwerkende kracht betaald werd vanaf 25 april 1822. In februari 1824 verliet hij opnieuw Engeland, als luitenant op de Tamar op weg naar Sydney.
Roe verliet Sydney aan boord van de Tamar onder het bevel van Sir James John Gordon Bremer. Op 20 september 1824 stichtten ze de nederzetting Port Essington nabij Melville-eiland. Roe riep er de noordkust van Australië uit tot deel van het Britse Rijk. Vervolgens zeilden ze naar Indië en namen deel aan de oorlog tegen Burma. In 1851 zou Roe voor zijn bijdrage in die oorlog een medaille ontvangen. Roe tekende drie kaarten van de Arabische en Afrikaanse kusten waar de Tamar konvooien diende bij te staan. Toen hij in 1827 naar Engeland terugkeerde leverde hij zijn werk in bij de Britse Admiraliteit. Hij werd aangewezen om voor het departement Hydrografie te gaan werken aan de richtlijnen voor de navigatie van het scheepvaartverkeer rond Australië, The Australia Directory (London, 1830).
Roe kreeg het aanbod om landmeter-generaal te worden van de nog op te richten Swan River-kolonie in West-Australië en werd daarvoor door de Royal Navy twee jaar verlof gegund die later met nog veertig jaar zouden worden verlengd. Hij huwde Matilda Bennett enkele maanden voor zijn vertrek naar Australië. Ze scheepten beiden in op de Parmelia en bereikten de monding van de rivier Swan in juni 1829. Sophia, de eerste van hun dertien kinderen, werd in december dat jaar geboren. Roe bracht de scheepvaartroutes vanuit de oceaan naar de rivier in kaart, tekende de plannen voor Fremantle en Perth en overzag het opmeten van de dorpen, landerijen en kavels die de pioniers en kolonisten tot stand brachten. Hij was verantwoordelijk voor het opstellen van de meeste regels rond ruimtelijke ordening.
Als landmeter-generaal maakte Roe deel uit van de uitvoerende en wetgevende macht van de kolonie. Hij was mede-oprichter en vele jaren voorzitter van het Swan River Mechanics' Institute. Zijn verzameling botanische specimina was van dien aard dat hij toegelaten werd tot Linnean Society of London en zou aan de basis liggen van het Perth Museum. Roe was een van de eersten die erop stond dat het latere Kings Park openbaar toegankelijk zou blijven. Hij liet beschouwingen over zestien expedities in West-Australië na. In 1860 keerde Roe nog een keer voor korte tijd terug naar Engeland en lobbyde er om tot commandant gepromoveerd te worden. Drie jaar later ontving hij de gevraagde promotie echter zonder financiële vergoeding. Op 22 juli 1870 stierf zijn vrouw. Hij vroeg en kreeg dat jaar zijn opruststelling. John Septimus Roe stierf op 28 mei 1878 in Perth. Hij kreeg een staatsbegrafenis in aanwezigheid van hoogwaardigheidsbekleders.

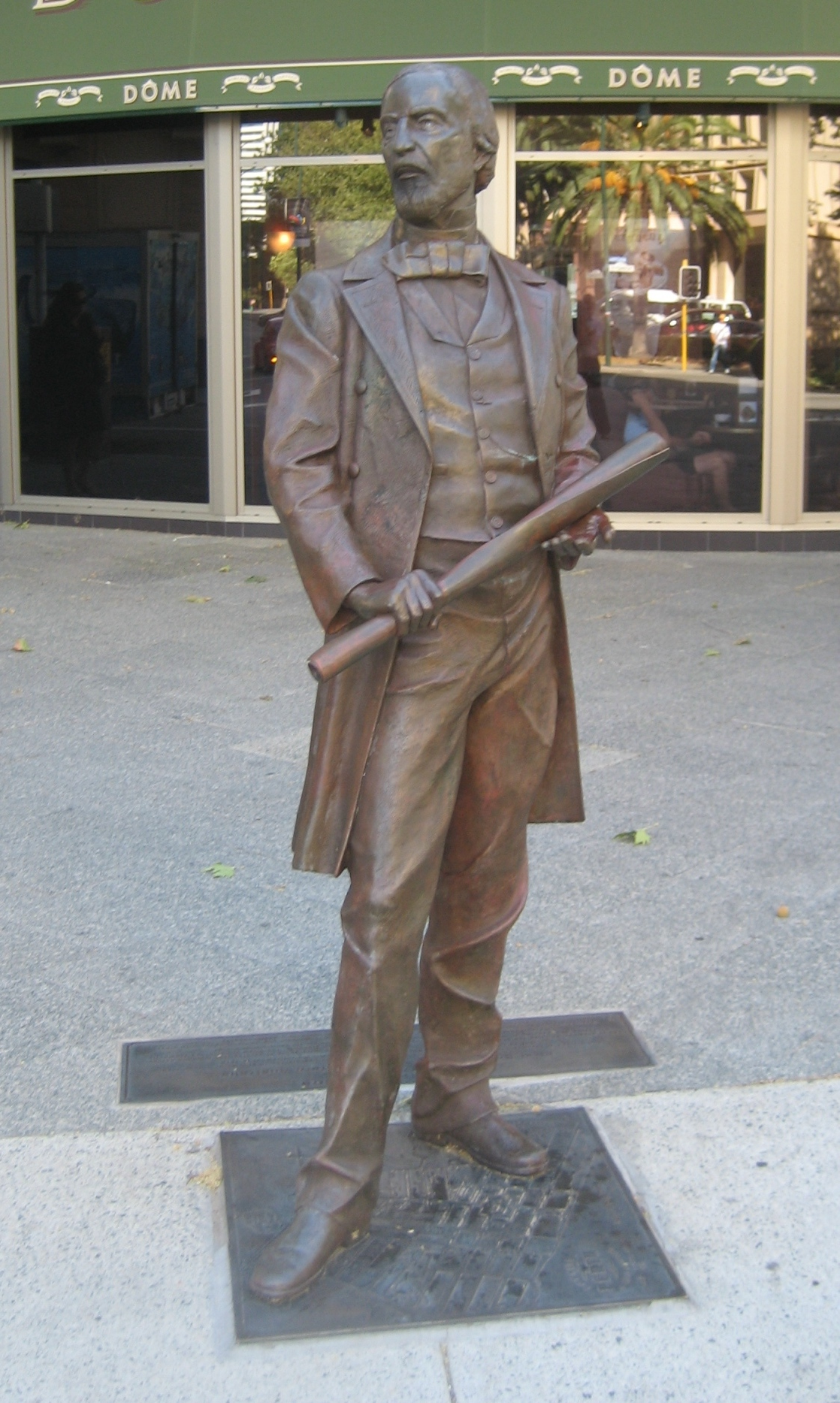
standbeeld van Roe in Perth, West-Australië

## Nalatenschap
John Septimus Roe liet historici zijn Letterbook of Explorers' Journals na. Het is een collectie dagboeken en geschriften van pioniers en ontdekkingsreizigers die hij tussen 1827 en 1870 in zijn Letterbook overschreef. Vele originelen zijn verloren gegaan. Het Letterbook is een belangrijke bron van provenance.
Roe werd geëerd in verscheidene benamingen :
- De plaats Roebourne en het lokale bestuursgebied Shire of Roebourne
- Mount Roe
- Roe Range
- De rivier de Roe
- De plaats Roelands nabij Bunbury
- Roe Highway in Perth
- Roe Street in Perth
- Het kiesdistrict Roe
- De John Septimus Roe Anglican Community School in Mirrabooka WA
- Caladenia roei, een orchidee
- Haliotis roei, een slakkensoort

Monumenten en beelden:
- Een monument in Kings Park in Perth
- Een beeld van Roe als landmeter in Mirrabooka in West-Australië
- Een bronzen beeld van Roe als landmeter-generaal op het kruispunt van Adelaide Terrace en Victoria Avenue in Perth